# Óblast de Leningrad
L'óblast de Leningrad (en rus Ленинградская область) és un subjecte federal de Rússia (óblast) situat al districte federal Nord-occidental. L'1 de gener del 2023 tenia 2.023.767 habitants. El seu nom es va adoptar després de la Revolució Russa en honor de Vladímir Lenin. No té capital i s'administra des de Sant Petersburg (anomenada Leningrad a l'època soviètica), que com a ciutat federal no en forma part i s'administra independentment de l'óblast.

## Història
A l'Imperi Rus una part de l'actual territori d'aquesta óblast s'anomenava Gubèrnia General de Sant Petersburg. En l'actualitat, l'óblast conserva el nom de Leningrad, anomenada així en honor de Vladímir Lenin després de la Revolució Russa. La capital, Sant Petersburg, s'anomenava Leningrad durant l'època soviètica (del 1924 al 1991), però les dues entitats tenen administracions diferents, atès que Sant Petersburg és una de les tres ciutats federals de Rússia, juntament amb Moscou i Sebastòpol (reconeguda com a territori ucraïnès per la comunitat internacional).

## Territoris agermanats
- Municipi d'Århus, Dinamarca
- Chungcheongnam-do, Corea del Sud
- Prefectura de Kyoto, Japó
- Llombardia, Itàlia
- Voivodat de Baixa Silèsia, Polònia
- Nordland, Noruega (des del 1987).
- Hebei Xina
- Província de Sofia, Bulgària
- Regió de Moràvia Meridional, República Txeca
- República de Carèlia, Rússia
- Província de Hómiel, Belarús
- Província de Mahiliou, Belarús
- Província de Vítsiebsk, Belarús
- Mecklemburg-Pomerània Occidental, Alemanya
- Regió de Banská Bystrica, Eslovàquia
- Sant Petersburg, Rússia